# 가와사키 P-1
가와사키 P-1은 일본이 개발중인 대잠초계기이다. P-3 오라이온을 교체할 계획이다.

## 역사
P-3 오라이온은 주로 해상초계, 정찰, 대잠전에 쓰이는 미국의 해상 초계기이다. 대략 길이 35m, MTOW 70톤 규모로서, 보잉 737 크기의 비행기이다. P-3 오라이온은 제트엔진이 아닌 프로펠러엔진을 사용하는 것이 보잉 737과의 차이이다. 미국은 P-8 포세이돈으로 교체할 계획인데, 이것은 보잉 737 여객기를 그대로 사용한다. 일본은 자체개발한 보잉 737급 대잠초계기 가와사키 P-1으로 교체할 예정이다.
2001년 일본 방위성은 구형인 가와가키 C-1 수송기를 교체하기 위해, 신형 수송기 가와사키 C-2 구매를 결정했다. 미국 C-130J, C-17, 에어버스 A400M을 연구했는데, 모두 기준을 만족하지 못해 독자개발하기로 하였다. 비용을 줄이기 위해 가와사키 P-1을 개발중인 가와사키 중공업로 개발자가 선정되었다. 엔진과 주요 부품이 함께 사용될 것이다. 가와사키 P-1은 P-3 오라이온을 교체하게 될 일본산 대잠초계기이다. 미국의 차기 대잠초계기 P-8 포세이돈과 성능이 비슷하며, 보잉 737 여객기와도 비슷한 크기이다.
P-8 포세이돈은 현재 한미일의 주력 대잠초계기인 P-3 오라이온을 대체할 미국의 차기 대잠초계기이다. 보잉 737을 개조하여 만들었다. 미국은 보잉 737급 프로펠러기인 P-3 오라이온을 보잉 737 기체를 그대로 사용한 P-8 포세이돈으로 교체할 예정이다. 일본은 P-3 오라이온을 일본 독자개발 보잉 737급 제트기인 가와사키 P-1으로 교체할 예정이다. 이들 비행기는 모두 최대이륙중량 70톤 규모의 비행기들이다.

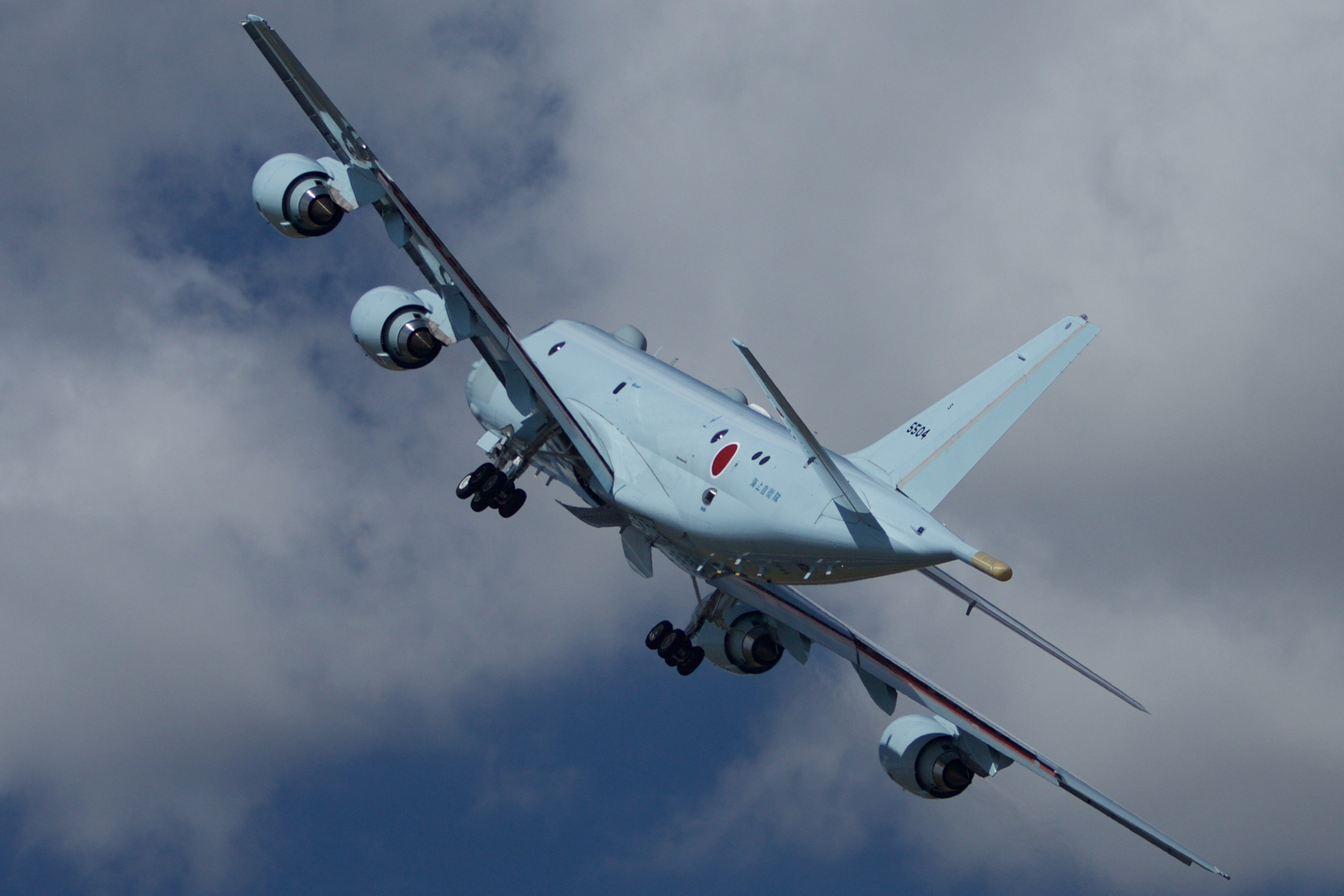
가와사키 P-1의 비행모습이다.

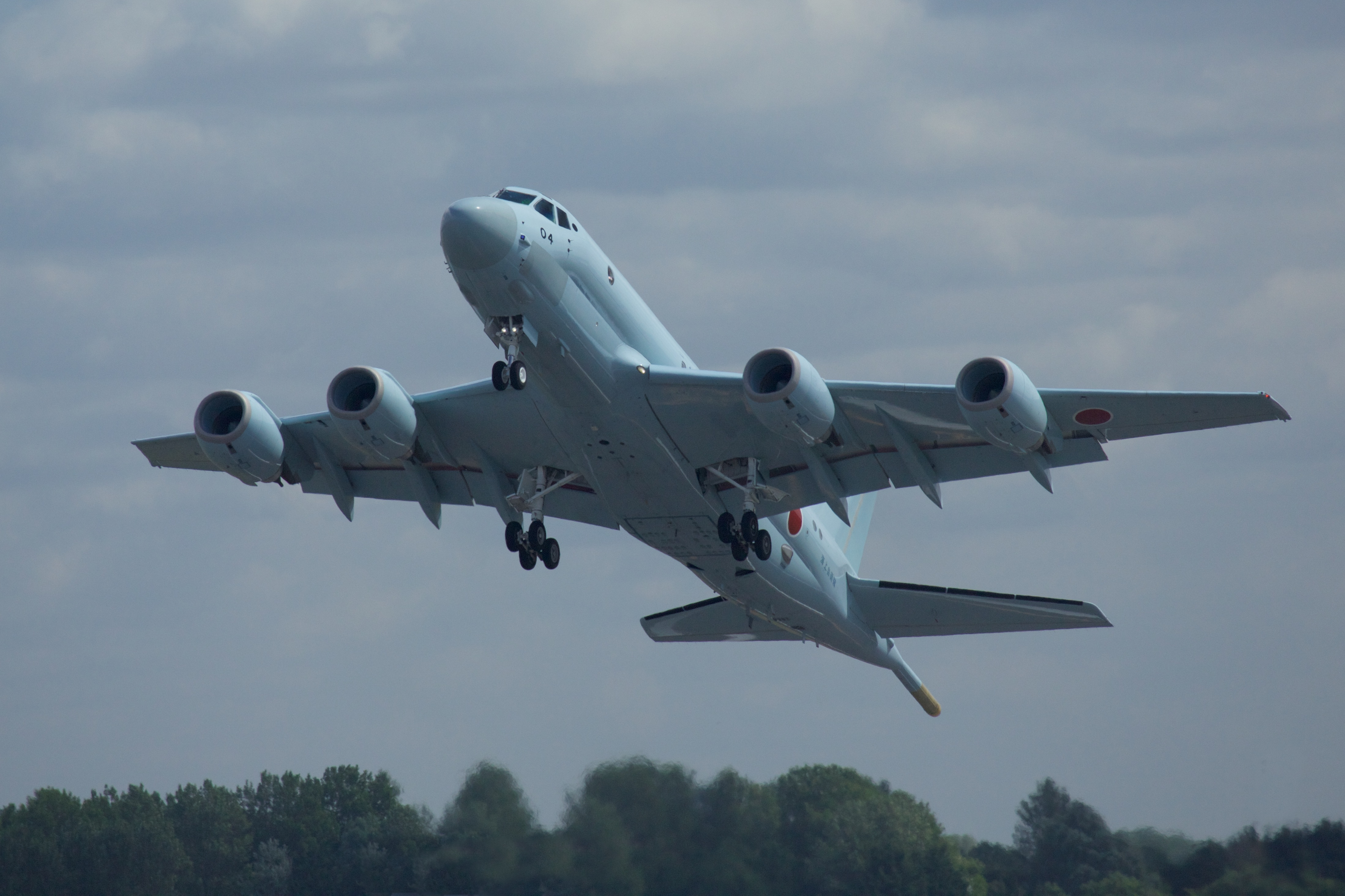
가와사키 P-1은 미국의 P-8 포세이돈이나 피스아이와 크기가 비슷하다.

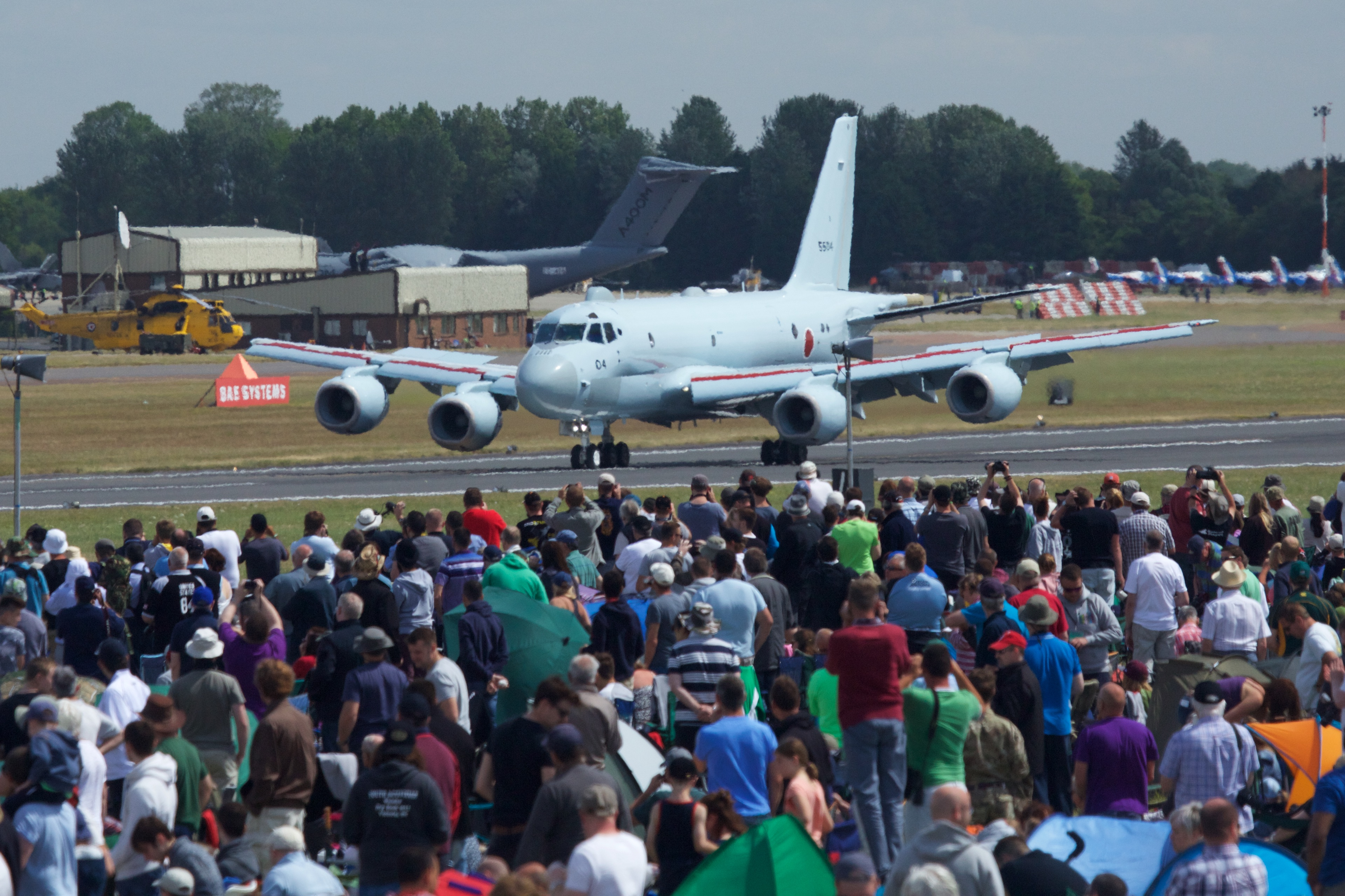
민간에게 공개된 모습.

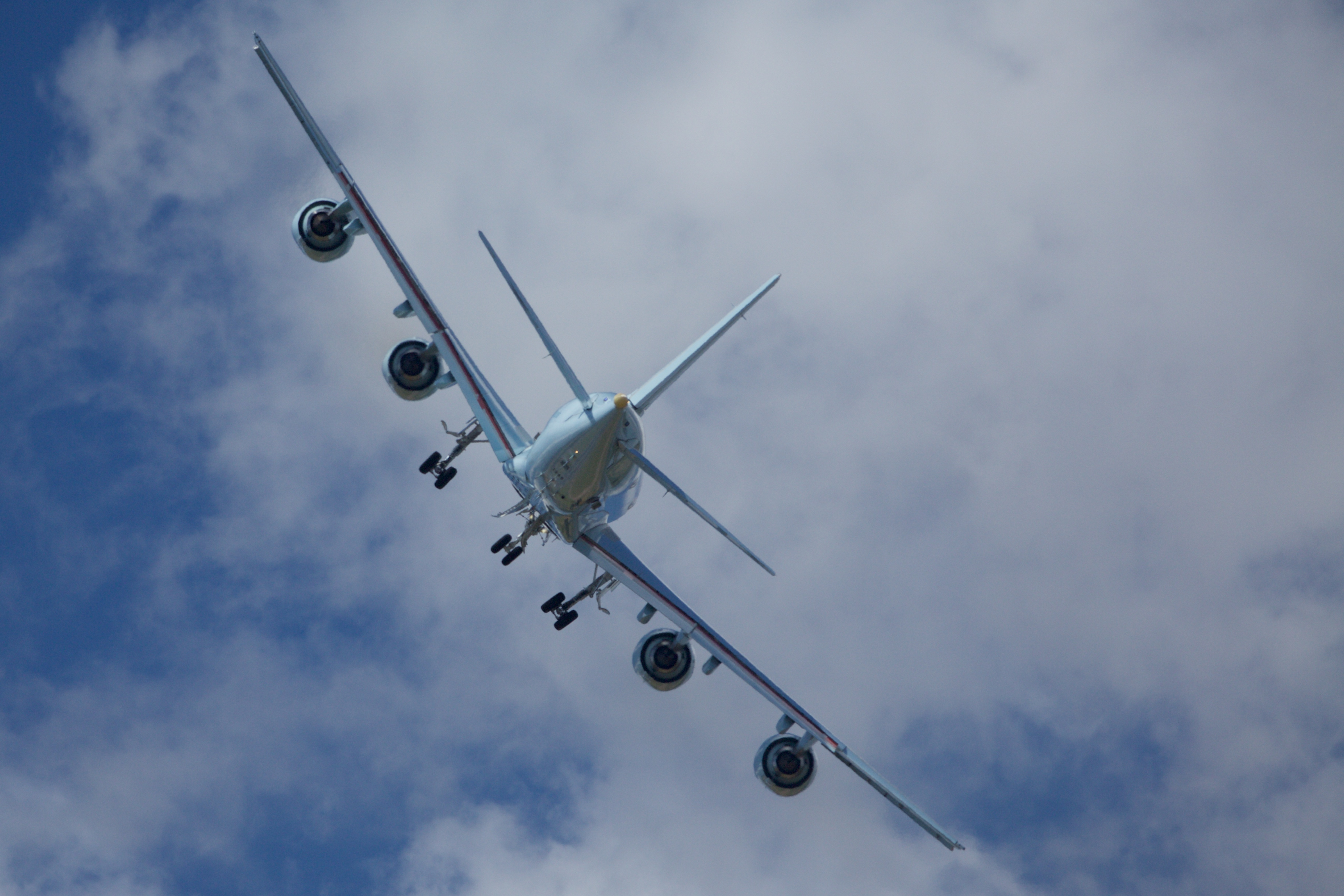
4발의 엔진으로 무장하고 있다.

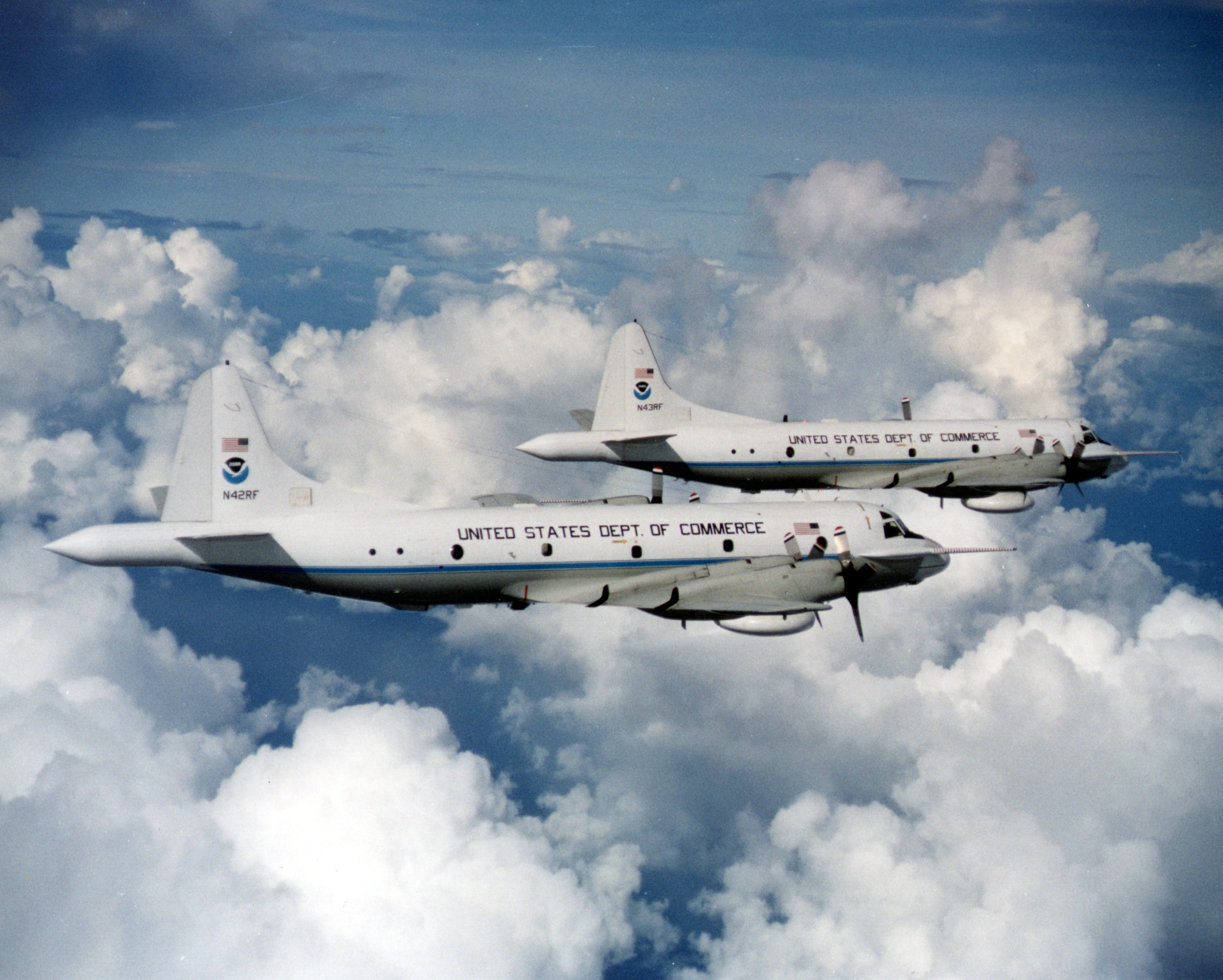
기존의 초계기들의 모습이다.

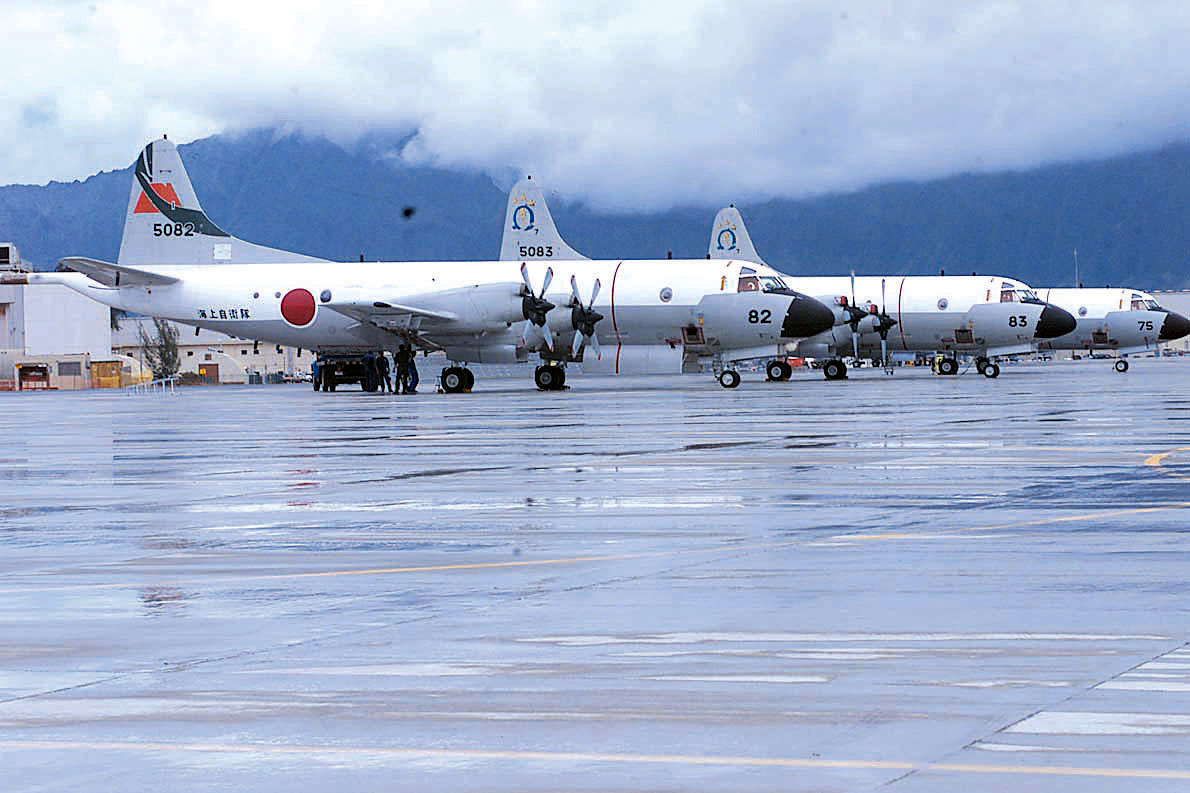
기존 일본의 초계기 전력은 P-3였다.

## 운용국
- 일본 - 20대

(일본 정부는 2022년까지 총 70대의 P-1 전력을 갖출 예정이라고 한다. (일본 P-3 퇴역후 대체)

## 제원 (XP-1)
정보의 출처: flightglobal.com
일반 특성
- 승무원: Flight: 2 Mission: 11
- 길이: 38.0 m (124 ft 8 in)
- 날개폭: 35.4 m (114 ft 8 in)
- 높이: 12.1 m (39 ft 4 in)
- 최대이륙중량: 79,700 kg (176,000 lb)
- 엔진: 4× IHI Corporation XF7-10 turbofan, 13,500 lbs (60 kN) 각각

성능
- 순항속도: 833 km/h (450 knots, 516 mph)
- 항속거리: 8,000 km (4,320 nm, 4,970 mi)
- 상승한도: 44,200 ft (13,520 m)

무장
- Bombs: 20,000+ lb (9,000+ kg)
- Missiles: AGM-84 하푼, 91식 공대함 미사일, AGM-65 Maverick
- Sonobuoys: 30+ Pre-loaded, 70+ Deployable from inside
- Other: MK-46 and Type 97 and new(G-RX5) torpedoes, mines, depth charges

항공전자장비
- HPS-106 AESA 레이다 : 탐지거리 370km

## 같이 보기
관련 개발
- 가와사키 C-2
- 가와사키 YPX

유사 항공기
- 호커 시들리 님로드
- P-8 포세이돈
- P-3 오라이온